# Bawsey
 (juillet 2023).
Bawsey est une paroisse civile et un village du Norfolk, en Angleterre.